# Susan Hoecke
Susan Hoecke  (n. 23 iulie 1981, Berlinul de est)  este un fotomodel și actriță germană.

## Date biografice
Deja la vârsta de șapte ani Hoecke a stat pe scene de teatru. Experiență de actriță a început-o primind roluri de copil. În anul 2000 este aleasă Miss World Germany anul următor ocupă locul 3 la concursul de frumusețe Miss Germany. După bacalaureat a lucrat pentru agenții de reclamă, în același timp a jucat în câteva filme. După șase luni petrecute în SUA, se reîntoarce în Germania, unde poate fi văzută în filmul 18 – Allein unter Mädchen, produs de postul german ProSieben. Între anii 2007-2009 joacă în filmul  Sturm der Liebe, rol pentru care va fi distinsă în anul 2008 cu premiul Premio Napoli Cultural Classic. Hoecke vorbește cursiv pe lângă germană, engleza, franceza și spaniola.

## Filmografie (selectată)
- 2002: Hotte im Paradies (ARD, Regie: Dominik Graf)
- 2002: Nach Malmö, bitte (Kino, Regie: Matthias Eicher)
- 2002: Der Blast (Kino, Regie: Patrick Kilborn)
- 2002: Love On Sale (Kino, Regie Mira Thiel)
- 2004–2005: 18 – Allein unter Mädchen (ca Billy)
- 2005: Total daneben (Pro7)
- 2005: Bewegte Männer (episod: Das Wunder von Köln)
- 2005: Crazy Partners (Pro7)
- 2005: Sex Up – Ich könnt’ schon wieder (ca Natascha)
- 2005: Verliebt in Berlin (Sat.1, ca Model Magdalena)
- 2006: Fünf, Sechs Mal (Kino, Regie: Stefan Schaller)
- 2006: Schloss Einstein (KiKa)
- 2006: Ferienarzt in der Toscana (ZDF, ca Luisa Guerr)
- 2006: In aller Freundschaft (episod: Neuanfang, ca Julia Ehling)
- 2007: Thekla (Kino, Regie: Phillip B. der Erde)
- 2007–2009: Sturm der Liebe (ca Viktoria Tarrasch)
- 2009: Der Lehrer (4 episod, ca Corinna Sabic)
- 2010: The Sweet Shop (Kino, Regie: Ben Myers, ca Simone)
- 2011: Hotel Desire (Kino, Regie: Sergej Moya)
- 2011: Utta Danella – Wachgeküsst
- 2011: Alarm für Cobra 11 – Die Autobahnpolizei (Episode: En Vogue, ca Ellen)
- 2011: Die Rosenheim-Cops (11. Staffel, episod: Der Preis der Schönheit, ca Mona Lehrmann)
- 2011: Sonst geht’s danke (ZDF)
- 2012: Weißblaue Geschichten (ZDF, episod: Durch Dick und Dünn)
- 2013: Reef Doctors (australische Serie, ca Freya Klein)
- seit 2013: Sekretärinnen – Überleben von 9 bis 5
- seit 2013: Doc meets Dorf
- 2013: Vaterfreuden (Kino, Regie: Matthias Schweighöfer)
- 2013: Die Bergretter (ZDF, episod: Gewalt, Episodenhauptrolle)
- 2013: Die Filmkiller (Anti-Piraterie-Spot)